# Punta Torre Nueva
Punta Torre Nueva är en udde i Spanien.   Den ligger i regionen Andalusien, i den södra delen av landet, 500 km söder om huvudstaden Madrid.
Terrängen inåt land är platt åt nordväst, men västerut är den kuperad. Havet är nära Punta Torre Nueva åt sydost.  Närmaste större samhälle är La Línea de la Concepción, 4,9 km söder om Punta Torre Nueva. 